# Ryūki Iwasaki
Ryūki Iwasaki (japanisch 岩崎 立来 Iwasaki Ryūki; * 13. August 2000 in Hiroshima) ist ein japanischer Sprinter, der sich auf den 400-Meter-Lauf spezialisiert hat.

## Sportliche Laufbahn
Erste internationale Erfahrungen sammelte Ryūki Iwasaki im Jahr 2022, als er bei den Weltmeisterschaften in Eugene mit der japanischen Mixed-Staffel über 4-mal 400 Meter mit 3:17,31 min den Finaleinzug verpasste.

## Persönliche Bestzeiten
- 200 Meter: 20,97 s (+1,7 m/s), 6. November 2022 in Nara
- 400 Meter: 45,78 s, 27. August 2022 in Fujiyoshida